# نائب رئيس إقليم كردستان
 
نائب رئيس إقليم كردستان هو نائب رئيس إقليم كردستان المتمتع بالحكم الذاتي في شمال العراق . وهم جزء من مجلس رئاسة كردستان .  يساعد نواب الرئيس الرئيس في واجباته ، وفي غياب الرئيس يكون الرئيس بالوكالة . 
في 14 يونيو 2005 أدى مسعود بارزاني اليمين الدستورية أمام برلمان إقليم كردستان كرئيس جديد .  وانتخب المجلس الوطني الكردستاني كوسرت رسول علي نائبًا لرئيس إقليم كردستان . 

## قائمة نواب الرئيس
| No. | Portrait | Name (Birth–Death)                | Term of office   | Term of office  | Term of office     | Political party              |
| No. | Portrait | Name (Birth–Death)                | Took office      | Left office     | Time in office     | Political party              |
| --- | -------- | --------------------------------- | ---------------- | --------------- | ------------------ | ---------------------------- |
| 1   |          | Kosrat Rasul Ali (born 1952)      | 14 June 2005     | 1 November 2017 | 12 سنوات و140 أيام | Patriotic Union of Kurdistan |
| 2   |          | Jaafar Sheikh Mustafa (born 1950) | 8 September 2019 | Incumbent       | 5 سنوات و343 أيام  | Patriotic Union of Kurdistan |
| 3   |          | Mustafa Said Qadir (born 1958)    | 8 September 2019 | Incumbent       | 5 سنوات و343 أيام  | Gorran Movement              |